# Sistema de alarma de bomba

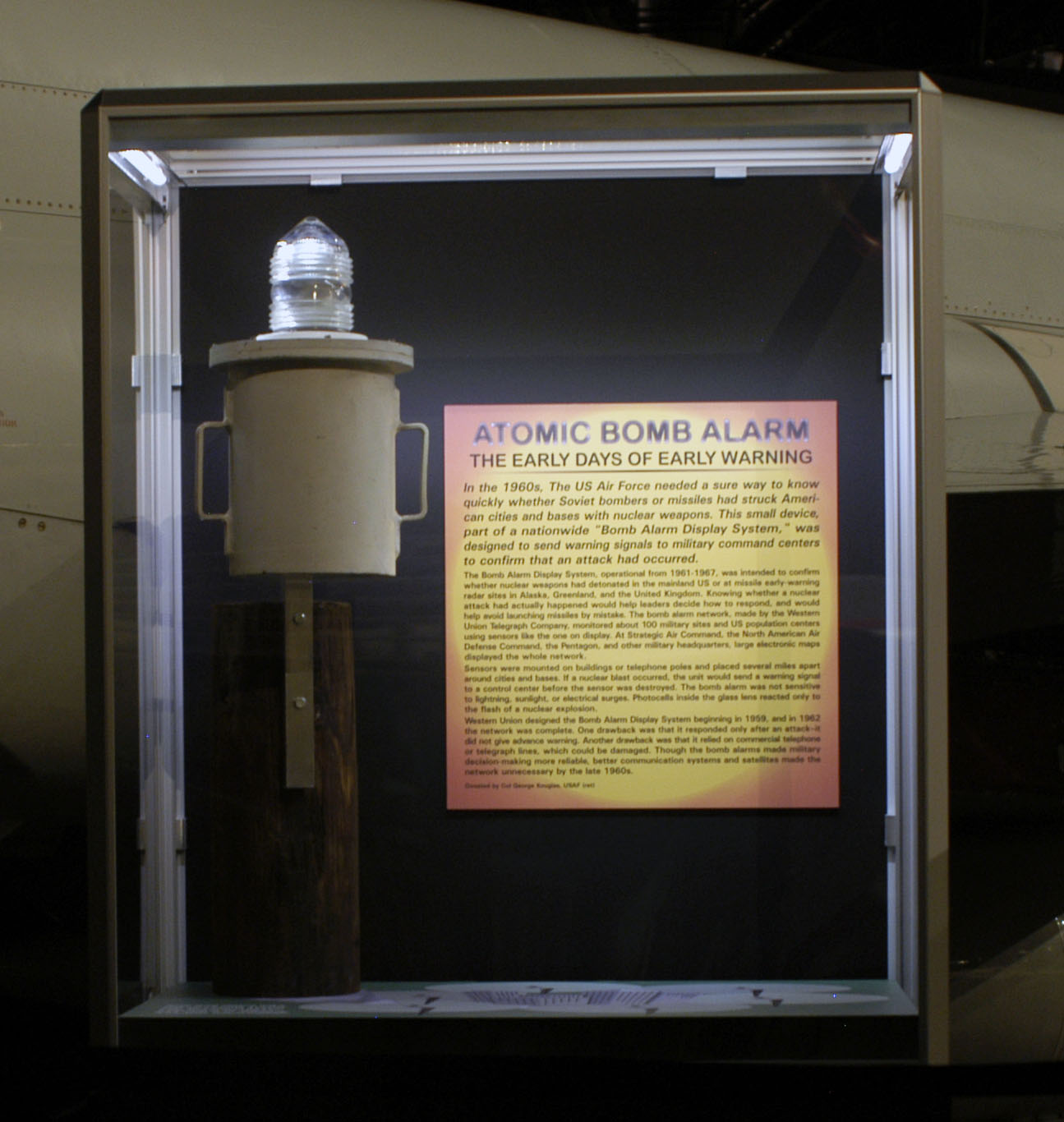
Sensor de Sistema de Alarma de bomba

El sistema de alarma de la bomba  (también conocido como el sistema de visualización de alarmas de bomba) era una red de sensores de bhangmetro ópticos destinados a confirmar la detonación de un arma nuclear enemiga cerca de las ciudades o instalaciones militares dentro de los EE. UU. o en los sitios de radar de alerta temprana  localizados en el Reino Unido o Groenlandia pero operados por Estados Unidos.
El BAS fue diseñado por Western Union en 1959 y estaba en pleno funcionamiento hacia 1962. El SAB era la responsabilidad de la División Espacial noveno. El SAB funcionó hasta 1967.
Los sensores SAB fueron diseñados para reportar la ocurrencia de un destello nuclear a través de líneas telefónicas o telegráficas antes de que el sensor fuera destruido por la explosión. Ellos fueron diseñados para ignorar las señales espurias de rayos, la luz del sol o sobretensiones eléctricas.